# Công giáo tại Afghanistan
Giáo hội Công giáo ở Afghanistan là một phần của Giáo hội Công giáo Hoàn vũ, dưới sự lãnh đạo tinh thần của Giáo hoàng ở Roma. Có rất ít người Công giáo ở quốc gia Hồi giáo chiếm số lượng áp đảo này - chỉ hơn 200 người tham dự Thánh lễ trong nhà nguyện duy nhất tại quốc gia này - và tự do tôn giáo khó đạt được trong thời gian gần đây, đặc biệt là dưới chế độ Taliban cũ.
Trước đó Kitô hữu ở Afghanistan là thành viên của Cảnh giáo hoặc Nhà thờ Chính thống phương Đông Armenia, và không có sự hiện diện Công giáo bền vững ở Afghanistan cho đến thế kỷ 20. Bắt đầu từ năm 1921, đại sứ quán Ý ở Kabul được phép xây dựng nhà nguyện Công giáo đầu tiên và duy nhất để phục vụ người nước ngoài làm việc tại thủ đô, nhưng không mở cửa cho công dân địa phương. Vào ngày 16 tháng 5 năm 2002, Giáo hoàng Gioan Phaolô II đã thành lập một sứ mệnh sui iuris cho Afghanistan với Linh mục Giuseppe Moretti là cấp trên đầu tiên, hiện tại là linh mục Giovanni M. Scalese (cả hai đều là linh mục dòng Barnabites của Ý). Năm 2004, các nhà truyền giáo và từ thiện đã đến Kabul để thực hiện công việc nhân đạo.

## Thời kỳ tạo lập
Truyền thuyết từ Tin Mừng của Thánh Tôma Tông đồ và các tài liệu cổ xưa khác cho thấy rằng Thánh Tôma Tông Đồ giảng ở Bactria, ngày nay là miền bắc Afghanistan. Người Nestorian gieo nền móng Kitô giáo trong khu vực, và đã có chín giám mục và giáo phận trong khu vực, bao gồm Herat (424-1310), Farah (544-1057), Kandahar và Balkh. Việc thành lập Kitô giáo ban đầu này đã bị các cuộc xâm lược Hồi giáo vào thế kỷ thứ 7, mặc dù lãnh thổ này không được kiểm soát đáng kể bởi người Hồi giáo cho đến thế kỷ thứ 9 và thứ 10. Năm 1581 và 1582 tương ứng, các tu sĩ Dòng Tên Montesserat của Tây Ban Nha và Bento de Góis của Bồ Đào Nha được chào đón nồng nhiệt bởi Hoàng đế Hồi giáo Akbar, nhưng không có sự hiện diện Dòng Tên lâu dài tại quốc gia này.